# Neudenburg am Kemmelbach
Die Herrschaft Neudenburg am Kemmelbach war eine Grundherrschaft im Viertel ober dem Wienerwald im Erzherzogtum Österreich unter der Enns, dem heutigen Niederösterreich.

## Ausdehnung
Die Herrschaft, die mit der Post in Kemmelbach vereinigt war, umfasste zuletzt die Ortsobrigkeit über Kemmelbach und Reittern. Der Sitz der Verwaltung befand sich im Schloss Neudenburg.

## Geschichte
Letzte Inhaber der Allodialherrschaft waren die Erben von Ferdinand Siedentop Ritter von Eitzen, als die Herrschaft im Zuge der Reformen 1848/1849 aufgelöst wurde.